# Sydlibanesiska armén
Sydlibanesiska armén (SLA) var en milis bestående av främst kristna libaneser, men även av shiitiska och drusiska  libaneser, som under inbördeskriget i Libanon stred på Israels sida mot den syriska armén och muslimska miliser. Sydlibanesiska armén samarbetade med Israels försvarsmakt (IDF).
Den sydlibanesiska armén var tränad av IDF, men på grund av låg stridsmoral led de stora förluster i strider mot Hizbollah under kriget 1982-2000  i Libanon. Av de över 1 600 soldater som stupade på Israels och SLA:s sida utgjorde soldater ur SLA en majoritet, bl. a. därför att SLA:s baser låg framför IDF:s baser. Strax före krigets slut bombarderades Israels utposter och soldaterna drevs till reträtt. SLA kollapsade 25 maj, då Israel drog sig ur enligt överenskommelse.